# Cunegonda (regina)
Cunegonda di Svevia (878 circa – dopo il  7 febbraio 918) membro della dinastia degli Ahalolfingi, fu margravina di Baviera con il suo primo matrimonio con il margravio Liutpoldo di Baviera fino al 907 e regina dei Franchi Orientali dal 913 al 918 dal suo secondo matrimonio con il re Corrado I di Franconia, il primo e unico sovrano della dinastia Corradina.

## Biografia
Cunegonda era la figlia del conte palatino di Svevia Bertoldo I. Sua madre probabilmente era Gisela, una figlia del re dei Franchi Orientali Ludovico il Germanico e della consorte Emma di Baviera. Il fratello di Cunegonda, Ercangero, divenne duca di Svevia nel 915.
Di lei si sa molto poco. Sposò in prime nozze il margravio bavarese Liutpoldo che divenne il capostipite della dinastia dei Luitpoldingi. Essi ebbero come figli Arnolfo il Cattivo e Bertoldo, entrambi successivamente duchi di Baviera. Liutpoldo fu ucciso nella battaglia di Presburgo del 907 combattendo contro le forze ungheresi.
Secondo gli Annales Alamannici, Cunegonda si sposò nel 913 con il re Corrado I di Franconia, che si sforzava di rafforzare i legami con il ducato bavarese. Il matrimonio non lasciò eredi maschi; si ipotizza però che i due ebbero due figli, entrambi nati nel 913: Ermanno, che morì giovane, e Cunegonda, che sposò Guarniero di Worms ed era probabilmente la madre di Corrado il Rosso, il fondatore della dinastia salica. Menzionata per la prima volta come regina consorte nel giugno 914, Cunegonda apparentemente non ebbe un ruolo politico significativo mentre suo figlio Arnolfo rimase costantemente in conflitto con il re. Nel 915 scelse l'abbazia di Lorsch come luogo di sepoltura.
Il re Corrado morì nel dicembre del 918 dopo una lunga malattia, probabilmente a causa di un grave infortunio durante una campagna contro il figliastro Arnolfo di Baviera. Gli successe il duca sassone Enrico l'Uccellatore.